# Parti indépendant (Uruguay)
Pour les articles homonymes, voir Parti indépendant.

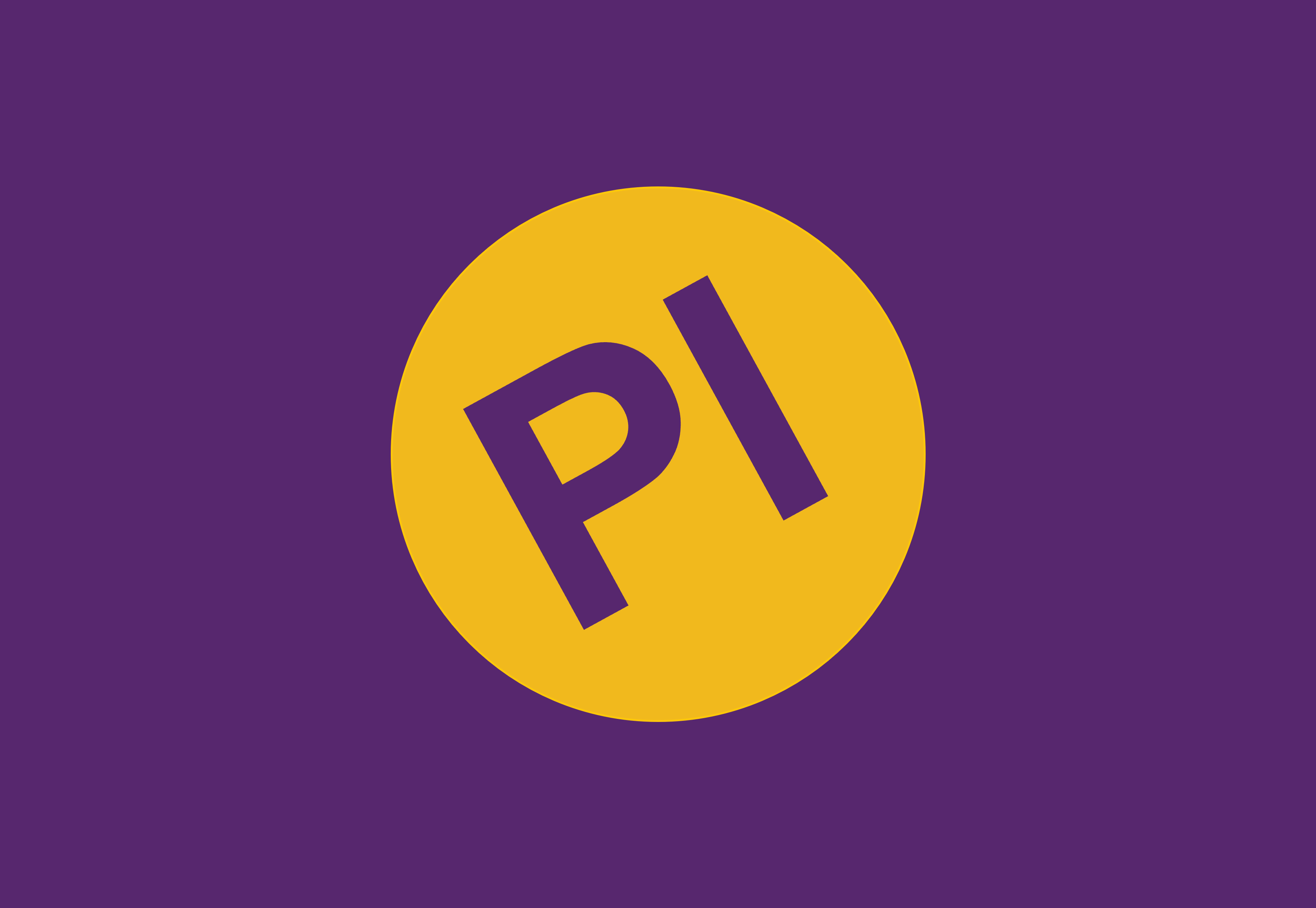
Drapeau.

Le Parti indépendant (Partido Independiente) est un parti politique uruguayen centriste, d'orientation social-démocrate et social-chrétienne. Il a été formé pour les élections de 2004 à partir d'une scission du Nouvel espace, en raison du refus de certains de ses membres de s'intégrer à la coalition de gauche du Front large (Frente Amplio), et essaie ainsi d'occuper un espace politique entre le Front large et les deux partis traditionnels de droite, le Parti Colorado (Partido Colorado) et le Parti national (Partido Nacional).

## Création et élections de 2004
Le Parti indépendant a été composé par deux groupes venant en particulier de la liste 99, social-démocrate, et du Parti démocrate chrétien. Il a obtenu 1,84 % des voix lors des élections générales de 2004, le plaçant en quatrième parti de l'Uruguay, avec un siège de député, occupé par Iván Posada. Il présenta alors Pablo Mieres comme candidat à la présidentielle.
En 2008, le Movimiento de los Comunes, qui faisait partie de l'Union civique, refusa l'accord de ce dernier avec le Parti national, et rejoignit le Parti indépendant.

## Élections de 2009
Pablo Mieres et Iván Posada étaient les candidats à la présidence et à la vice-présidence lors des élections générales de 2009. Le parti obtint alors 57 360 suffrages, soit 2,49 % du total des votes exprimés, et réussit à obtenir deux sièges de députés, Daniel Radío représentant Canelones et Iván Posada représentant Montévidéo.

## Élections de 2019
C'est une coalition de droite qui a gagné les élections et le Parti Indépendant participe au gouvernement. Parmi les lois promulguées, celle de juillet 2020  constitue pour le gouvernement "la première pierre dans la mise en œuvre de son programme. Elle lance des réformes dans des domaines jugés prioritaires : attirer les entreprises internationales, redresser les comptes publics, lutter contre l’insécurité (ce dernier thème ayant conduit au succès électoral de la « coalition multicolore »). Cette loi a également créé le ministère de l’Environnement. ". Le pays projette un mix énergétique à 98% renouvelable.